# 上马台镇
上马台镇，是中华人民共和国天津市武清区下辖的一个乡镇级行政单位。

## 行政区划
上马台镇下辖以下地区：
魏家堡村、王老庄村、小于庄村、小康庄村、大康庄村、北五村、大辛庄村、东刘庄村、肖家庄村、杜庄村、贾林庄村、李凤庄村、东薛庄村、上马台村、西安子村、王三庄村、董庄村和杨家河村。